# Pedro Munguía
Pedro Munguia Munguia (Tecalitlán, Jalisco; 29 de junio de 1958) es un exjugador de fútbol mexicano que se desempeñaba como centrocampista de contención.

## Trayectoria
Debutó en 1977 con el Deportivo Toluca, donde jugó toda su carrera y con el que ganó la Copa México en la campaña 1988-89; fue seleccionado nacional en 1980 y 1981 al mando de Raúl Cárdenas. Se retiró en la temporada 1992-93 tras 16 años en primera divsión, con 351 partidos jugados.

## Clubes
| Club   | País   | Año       |
| ------ | ------ | --------- |
| Toluca | México | 1977-1993 |

## Palmarés

### Títulos nacionales
| Título      | Club   | País   | Año     |
| ----------- | ------ | ------ | ------- |
| Copa México | Toluca | México | 1988-89 |